# Granitnaya Mountain
Der Granitnaya Mountain (russisch Гора Гранитная Gora Granitnaja, deutsch ‚Granitberg‘) ist ein 2880 m hoher Berg im ostantarktischen Königin-Maud-Land. Im Wohlthatmassiv ragt er unmittelbar östlich des Skeidshovden auf.
Entdeckt und anhand von Luftaufnahmen kartiert wurde er bei der Deutschen Antarktischen Expedition 1938/39 unter der Leitung des Polarforschers Alfred Ritscher. Weitere Kartierungen erfolgten anhand von Luftaufnahmen und Vermessungen der Dritten Norwegischen Antarktisexpedition (1956–1960) und nochmals bei einer von 1960 bis 1961 dauernden sowjetischen Expedition. Teilnehmer letzterer Forschungsreise gaben ihm seinen deskriptiven Namen, der das vorherrschende Gestein des Berges widerspiegelt. Das Advisory Committee on Antarctic Names übertrug die russische Benennung 1970 ins Englische.